# Æblerød
Æblerød er en fiktiv dansk kommune, som man en overgang kunne finde artikler om på den engelsksprogede og den portugisisksprogede Wikipedia.
| Citat                                             | Æblerød is a municipality in west Denmark, in the county of Ringkøbing on the peninsula of Jutland. The municipality covers an area of 688 km², and has a total population of 10210. | Citat |
| Tidl. Wikipedia-artikel / oprindelse: Jens Roland | |       |

Den 5. december 2006 bragte dagbladet Politiken en artikel om fænomenet Wikipedia, som anvendte eksemplet Æblerød til at illustrere problemet med troværdighed af oplysninger på internettet og til at vise, hvordan også usandfærdige oplysninger på nettet kan brede sig til andre sider, hvor de består, selvom originalsiden bliver rettet eller fjernet.
Æblerød opstod i januar 2004 som et eksperiment af den datalogistuderende Jens Roland og dennes tidligere gymnasiekammerat Mads Jønsson (hvis navn ikke fremgik da historien blev opsnappet og offentliggjort af Politiken i 2006), som ønskede at undersøge hvor langt man kunne gå med historien om en falsk kommune, midt i de dengang meget omdiskuterede kommunesammenlægninger, uden at vække mistanke. Projektet var tænkt som et socialt og mediekritisk eksperiment, men inden længe havde oplysningerne om den falske kommune spredt sig fra Wikipedia og ud på mere end 700 andre websider (ifølge Google, december 2006).
Efter nogle måneder blev eksperimentet afsløret af User:SFDan og User:Valentinian, som – efter nogen debat – fik fjernet den falske kommune fra både den engelsksprogede og den portugisisksprogede del af Wikipedia, hvortil den i mellemtiden var blevet kopieret ved en oversættelse.